# IC 1460
IC 1460 је елиптична галаксија у сазвјежђу Рибе која се налази на листи објеката дубоког неба у Индекс каталогу.
Деклинација објекта је + 4° 40' 39" а ректасцензија 22h 57m 4,0s. Привидна величина (магнитуда) објекта IC 1460 износи 14,4 а фотографска магнитуда 15,4. IC 1460 је још познат и под ознакама MCG 1-58-15, MK 923, CGCG 405-17, IRAS 22545+0424, KUG 2254+044, ARAK 570, NPM1G +04.0590, PGC 70086.